# ログーディ
ログーディ（イタリア語: Roghudi）は、イタリア共和国カラブリア州レッジョ・カラブリア県にある、人口約1,000人の基礎自治体（コムーネ）。

## 名称
- ギリシア語カラブリア方言（英語版）: Richùdi または Rigùdi[4]

## 地理

### 位置・広がり
カタンザーロの南西約130km、レッジョ・ディ・カラブリアの南東約20kmに位置する。
ログーディの町域は、イオニア海にほど近い平野部（ログーディ・ヌオーヴォ）と、アスプロモンテ山中の大きな飛び地（ログーディ・ヴェッキオ）の2つに分かれており、両者の間には40kmほどの距離がある。

#### 隣接コムーネ
ログーディ・ヌオーヴォは、メーリト・ディ・ポルト・サルヴォに周囲を囲まれている。
ログーディ・ヴェッキオに隣接するコムーネは以下の通り。
- アフリコ
- ボーヴァ
- コンドフーリ
- コゾレート
- ロッカフォルテ・デル・グレーコ
- シノーポリ

### 主要な集落
町役場のあるログーディ・ヌオーヴォ（新ログーディ、Roghudi Nuovo）は、メーリト・ディ・ポルト・サルヴォの市域に囲まれて位置し、町の人口のほとんどが暮らす（2001年現在のコムーネ人口1365人中の1127人）。
ログーディ・ヴェッキオ（旧ログーディ、Roghudi Vecchio）は、アスプロモンテの山麓に位置する。
ログーディ・ヌオーヴォは、二度にわたる洪水によってログーディ・ヴェッキオが居住不可能になったあと、1973年に建設された。

## 住民

### 言語
ログーディは、ギリシア語の方言であるギリシア語カラブリア方言（プッリャ州南部の同系言語と合わせてグリコ語とも）が今日においても話されている地域である。この言語は、かつてイタリア南部（マグナ・グラエキア）に入植した古代ギリシア人の文化の名残りである。